# Cidaria kashmirica
Cidaria kashmirica là một loài bướm đêm trong họ Geometridae.